# Gigolo
『gigolo』（ジゴロ）は、さいとうちほによる日本の漫画短編集。
表題作とその続編1作、短編2作が収録されている。全て『プチコミック』（小学館）に掲載されていた。

## 収録作品
gigolo
『プチコミック』2008年1月号 掲載
いとこ同士の中垣護朗（ゴロー）とギィ・アルノー。ゴローは裁判官を、ギィはピアニストを目指し、2人で助け合いながら東京で暮らしている。夢を叶えるためにはお金が必要だった。学費のためにフリーのジゴロとして生活してきた2人。ある日ギィは金持ちの未亡人に、ゴローはその娘をターゲットにする。
gigoloになった夜
『プチコミック』2008年11月号 掲載
初めてジゴロとして客を取ったゴロー。相手の“ゆみこ”は30過ぎの枯れた女……? 互いに心に暗いものを抱えていた2人が、初めて至福のひとときを過ごす。
サボテンと薔薇の王子さま
『プチコミック』2007年9月号 掲載
両親亡き後、薔薇の育種家だった祖父に育てられた小宮山芽衣。しかし、中学生の時にその祖父も亡くなり、25歳になった芽衣は東京でOLになっていた。ある日、祖父の屋敷が“ゴミ屋敷”になっていると言われる。寂しさと忙しさから10年間全く手を付けていなかったが、祖父の弟子を名乗るガーデン・プランナーの男が一緒に綺麗にしてくれると言う。
オーロラ
『プチコミック』2007年2月号 掲載
2006年のフランスの映画 「オーロラ」の漫画化。